# ناتالی گلدا
ناتالی گلدا (انگلیسی: Natalie Golda؛ زادهٔ december ۲۸, ۱۹۸۱ (۴۳ سال)) ورزشکار واترپلو اهل ایالات متحده آمریکا است.
وی در مسابقات کشوری و بین‌المللی در مجموع برندهٔ ۲ مدال طلا، ۲ مدال نقره، ۱ مدال برنز شده‌است.